# Les Quarxs
 (novembre 2014).
Si vous disposez d'ouvrages ou d'articles de référence ou si vous connaissez des sites web de qualité traitant du thème abordé ici, merci de compléter l'article en donnant les références utiles à sa vérifiabilité et en les liant à la section « Notes et références ».

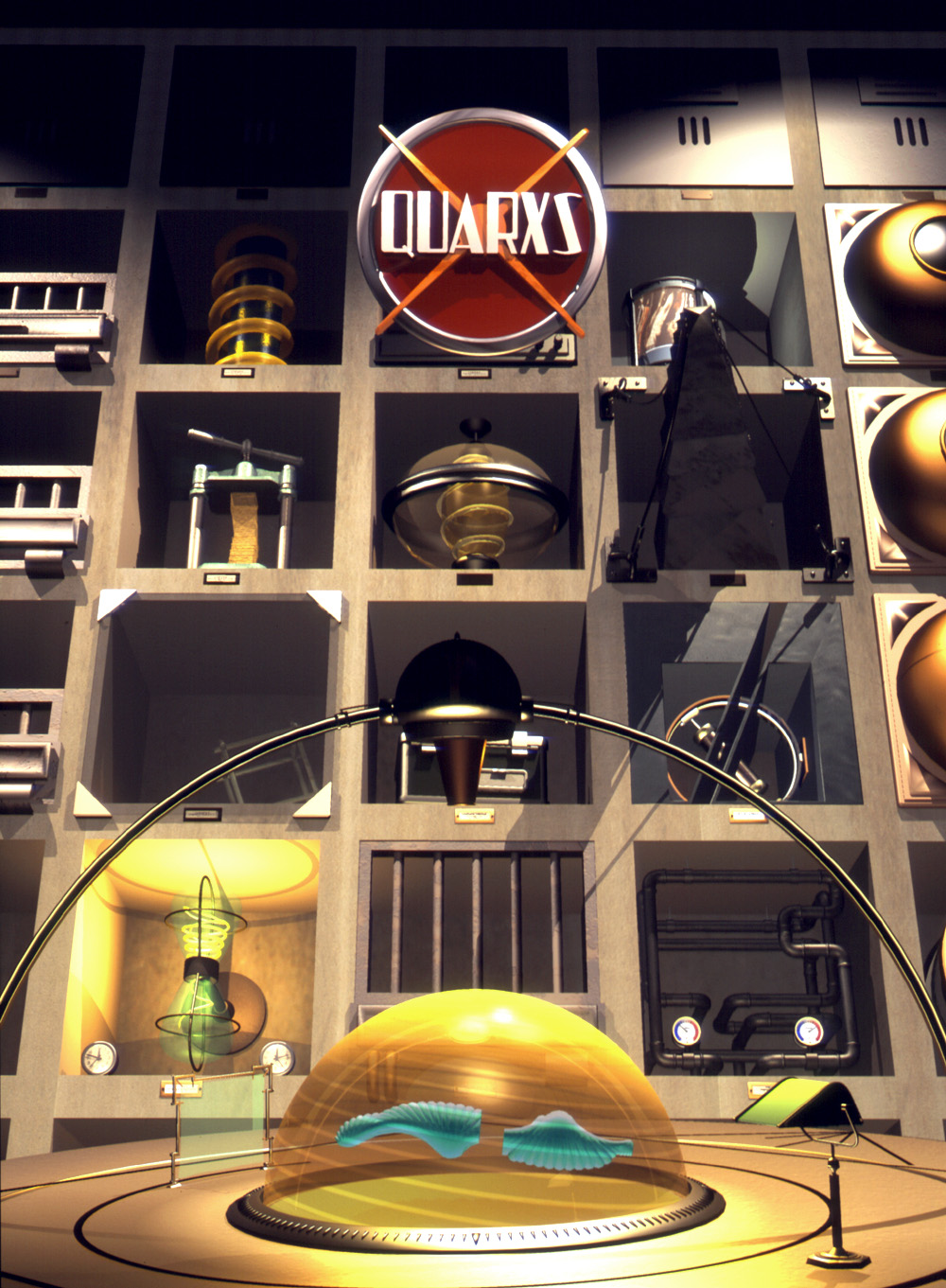
Les Quarxs, Série d'animation 3D de Maurice Benayoun, 1991, 12 épisodes de 3 minutes

Elasto Fragmentoplast, EF 7346-45

Spatio Striata, SS 3235-85

Mnemochrome, MN 8852-33

Les Quarxs est une des toutes premières séries réalisées en image de synthèse 3D, créée par Maurice Benayoun en collaboration avec le dessinateur de bandes dessinées François Schuiten et de l'écrivain Benoît Peeters, et produite par Stéphane Singier. Son pilote a été diffusé en 1991 sur Canal+ dans l'émission L'œil du cyclone, "spécial Imagina". La première diffusion de la série a été programmée sur Canal+ en clair à 20 h 30 pendant les fêtes de noël en 1993 puis chaque épisode a été rediffusé une dizaine de fois en crypté. La série a ensuite fait l'objet d'une seconde fenêtre de diffusion sur France 3 en 1994 puis à l'international dans plus d'une dizaine de pays. Cette série forme un ensemble de 12 épisodes de 3 minutes. 

## Production
La série a été produite par Z-A Production (1987 - 2003), en coproduction avec Canal+, France 3, Le Club d'investissement Media, Ellipse, avec la participation du Centre national du cinéma et de l'image animée (COSIP). Chacun des épisodes a été enregistré sur support film 35 mm en haute définition, sur un imageur (périphérique qui autorise le transfert d'image numérique sur pellicule photographique) par la société ExMachina, et fait l'objet d'un numéro d'immatriculation au Registre de la Cinématographie et de l'Audiovisuel - RCA en date du 15/06/1992, du N° 80498 au N° 80509. Originellement prévue comme une série de 100 épisodes de 3 minutes, la première série comprenait 12 épisodes. Devant le succès de cette première série la production tenta d'engager la suite. Tous les partenaires incluant Canal+ confirmèrent leur engagement à l'exception de France 3 dont la directrice des programmes jeunesse affirma que jamais les enfants ne s'intéresseront à l'animation de synthèse 3d.

## Synopsis
Cette série présente les découvertes d'un obscur chercheur en crypto-biologie comparée : des êtres vivants imaginaires et invisibles, défiant les lois de la nature : la physique, la biologie, l'optique 3D. Ces êtres portent les noms de Elasto Fragmentoplast, Spiro Thermophage, Spatio Striata, Polymorpho Proximens, Mnémochrome, Electricia...

## Voix
- Alain Dorval : le narrateur (VF)

## Prix et récompenses
- Finaliste, International Monitor Awards, Los Angeles, USA, Octobre 1995.
- Selection officielle, Film West, Sidney, Australie, août 1995.
- Prix du meilleur film d'animation européen, Prix Jose Abel, Cinanima, Espinho, Portugal, octobre 1994.
- Trophée d'argent, " Espace Creation ", F.A.U.S.T., Toulouse, France, novembre 1994.
- Sélection officielle, Antenna Cinema, Festival of TV series, Trévise, Italie, septembre 1994.
- Sélection officielle, Electronic Theater, 5Th. International Symposium on Electronic Art, ISEA, Helsinki, Finlande, août 1994.
- Sélection officielle, XXVIIe Festival International du film fantastic, Sitges, Espagne, juillet 1994.
- Sélection officielle, SIGGRAPH, Electronic Theater, Orlando, USA, mai 1994.
- SIGGRAPH, Screenings, Orlando, USA, mai 1994.
- Programmation effets spéciaux, Festival de Cannes, mai 1994.
- Film d'ouverture, " Concours Nouvelles Technologies France Télévision/Art3000 ", Paris, mai 1994.
- Distinction (2nd Prize, après Jurassic Park) Prix Ars Electronica, Linz, Autriche, juin 1994.
- Sélection officielle, Animation Film Festival, Cardiff, Scotland, avril 1994.
- Sélection officielle, Short Film Festival, Tampere, Finland, mars 1994.
- 3ème prix, catégorie fiction, IMAGINA 94, Monte-Carlo, MONACO, février 1994.
- Sélection officielle, Festival international du film d'animation, Bruxelles, Belgique, février 1994.
- 3ème prix, catégorie Fiction, IMAGINA ‘93, Monte-Carlo, MONACO, février 1993.
- Sélection officielle, SIGGRAPH, Chicago, USA, Juillet 1992.
- Sélection officielle, 5th Festival of Computer Animation, Genève, Suisse, mai 1992.
- Sélection officielle, IMAGINA '92, Monte-Carlo, Monaco, Janvier 1992.
- Prix Troisième Dimension, SCAM, Paris, France, Novembre 1991.
- Prix du meilleur scénario, Paris Cité ‘91, Paris, FRANCE, octobre 1991.
- Sélection officielle, EUROGRAPHICS '91, Vienna, Austria, septembre 1991.
- Honorary Mention, Ars Electronica, Linz, Austria, septembre 1991.
- Sélection officielle, Images du Futur, Montreal, Canada, septembre 1991.
- 1st Prize, Artistic Animation Category, Truevision Videographic Competition, SIGGRAPH, Las Vegas, USA, Juillet 1991.